# The King's Case Note
The King's Case Note es una película de comedia surcoreana dirigida por Moon Hyun-Sang y protagonizada por Lee Sun-kyun y Ahn Jae-hong.

## Sinopsis
Un rey y su archivista buscan la verdad detrás de un delito que acecha la estabilidad del reino.

## Reparto
- Lee Sun-kyun es el rey Yejong. 
  - Kang Chan-hee es el rey Yejon de adolescente.
- Ahn Jae-hong es Yoon Yi-seo.
- Kim Hee-won es Nam Gun-hee.
- Kyung Soo-jin es Sun-hwa.
- Jung Hae-in es Heuk-woon.
- Joo Jin-mo es Jik Je-hak.
- Jang Young-nam es Soo-bin.
- Park Hyung-soo como Agente 1.
- Jo Young-jin es el segundo viceministro.
- Kim Hong-pa es el primer ministro de dinastía Joseon.
- Kim Eung-soo es el Primer viceministro.
- Kim Tae-hoon es el médico de la Corte real.
- Park Jung-min es el príncipe heredero Ui-kyung.